# まいてぃ
まいてぃ（まいてぃ、1992年9月17日 - ）は、日本のグラビアアイドル、タレント。2021年時点ではR・I・P所属。恵比寿マスカッツ（加入時は恵比寿マスカッツ1.5）メンバー。旧名義および本名は粕谷 まい（かすや　まい）。

## 略歴
4人きょうだいの末娘（下に弟が1人いる）として生まれる。父親の粕谷不二夫は卓球コーチで所沢市議会議員（旧自民党系の市民クラブ未来所属）であり、中氷川神社氏子総代でもある。
姉・粕谷聡子（元DiVA）が芸能活動をしており、この影響で高校時代から読者モデルとして活動。2011年デビュー。
2012年代から撮影会モデルとして活動。当時はへそピアスと茶髪が特徴であった。以前の所属事務所・ブルースカイウォーカーズ所属前には会員制のキャバクラ嬢として入店していた。
2012年から2013年あたりまでは撮影会モデルと並行し、ニコニコ踊ってみた動画において「ころっぴぃ」として活動した。
2018年6月29日、恵比寿マスカッツ1.5新メンバーオーディションにより研修生21名の中に選ばれる。
2018年8月23日、恵比寿マスカッツ1.5最終審査に合格。正式メンバーとなる。
2019年12月から所属事務所を移籍し、芸名も「まいてぃ」と改名。
2020年3月10日、FANZA「春のパンツまつり」に合わせたマスカッツ内ユニット「SCANTY4」を架乃ゆら、まいてぃ、三上悠亜、吉澤友貴の4人で結成。楽曲「パンチラリズム」を公開。
2021年2月3日、「SCANTY4」に市川まさみ、山岸逢花が新加入し「SCANTY6」となる。
2021年7月、映画『屋敷女 ノーカット完全版』公開に合わせ屋敷女PR大使に就任。
2022年8月13日、恵比寿ガーデンホールにて行われた「第2世代恵比寿マスカッツ真夏の卒業式」をもち恵比寿マスカッツを卒業（メンバー全員が卒業する事実上の解散）。
2023年10月、週刊プレイボーイ創刊57周年企画「NIPPONグラドル57人」にグラビアニュージェネレーションの1人として掲載。

## 人物
- 愛称は「Tバック隊長」[13]。
- 「漫画のヒロインのようなシルエット」と評されるFカップの胸を持つ痩身体型[4]。
- 『人狼』ファン。
- 1992年生まれであるが、恵比寿マスカッツメンバーとしては生まれ歳を公表していない[14]。
- 2023年時点での一番過酷だった仕事に、『ニューヨーク恋愛市場』での「日本全国Tバックの旅」を挙げている[12]。

## 出演

### テレビ
- じっくり聞いタロウ〜スター近況（秘）報告〜（2018年11月16日、テレビ東京）
- ロンドンハーツ「時々呼ぶかもしれない女性タレントオーディション」（2020年1月7日、テレビ朝日）
- グラドル向上委員会（仮）（2021年10月18日、BSスカパー!）

### ウェブテレビ
- たじろぎ☆LIP（2010年10月8日から2013年8月9日、イケ☆スタ）たじろぎ☆ガールズ
- たじろぎLIP.music（2013年10月11日から2015年10月9日、YouTube）たじろぎ☆ガールズ
- 代々木グラビアアイドル学園（2013年、ustream）第6回、第8回
- 矢口真里の火曜The NIGHT（2020年4月1日、AbemaTV） - SCANTY4として
- チャンスの時間（2021年1月20日[15]、2月14日[16]、2022年9月14日、ABEMA）2022年9月は再現ドラマ内で手島優役を演じる。
- 春のパンツまつり2021（2021年3月30日、春のパンツまつり公式サイト） - 村人 役[17]

### 舞台
2014年
- K2WALKプロジェクト「パプリカな夜に ～逃亡者の館～」（6月17日 - 21日、六行会ホール）

2016年
- 『12人の怒れる人々』（9月7日 - 11日、エアースタジオ）B班出演
- 「君死にたまふことなかれ」（11月30日 - 12月5日、AQUA studio）A班 しをり役

2018年
- GO,JET!GO!GO! Vol4（2018年2月7日‐12日、両国･エアースタジオ）
- 【空感演人×和奏 AGENCY プロデュース】「腐テキ☆REVOLUTION ～ヲトメ電波発動中～」（2018年4月25日‐30日、両国Air studio）
- GO,JET!GO!GO! Vol.5 〜涙のドライマティーニガールズにライバル出現⁉︎〜（2018年8月1日‐13日、東日本橋 A-Garage）
- GO,JET!GO!GO! ZERO（2018年11月16日‐25日、東日本橋 A-Garage）

## 作品

### 音楽
- 真夏のJON（作詞・作曲：山田イノスケ　編曲：PANPANPAN　歌：粕谷まい）

### イメージビデオ
- My Girl 粕谷まい（2019年1月26日、エアーコントロール）
- 人妻OL妄想物語（2019年10月25日、スパイスビジュアル）[23]
- エッチなまいティーチャー （2020年4月20日、ラインコミュニケーションズ）
- My T（2020年7月22日、イーネット・フロンティア）